# 永兴镇 (盐边县)
永兴镇，是中华人民共和国四川省攀枝花市盐边县下辖的一个乡镇级行政单位。2019年12月，撤销箐河傈僳族乡，将其所属行政区域划归永兴镇管辖。

## 行政区划
永兴镇下辖以下地区：
永兴镇社区、六合村、新胜社区村、新民村、范村社区村、永兴社区村、湾塘村、坪田村、虎鼻村、鹿游箐村、富阳村、果园社区村、纸房村、双河社区村、三虎社区村、尖山村、复兴村、苍卜村和朵格村。